# Aerodramus mearnsi
Aerodramus mearnsi (лат.) — вид птиц семейства стрижиных.

## Описание
Маленький стриж с длиной тела 10—12 см. Хвост вильчатый с неглубоким разрезом. Оперение сверху тёмно-коричневое, однородное, оперение снизу светлее, но не очень светлое. Клюв маленький, изогнутый.
От обитающего на той же территории Aerodramus vanikorensis amelis, помимо слегка больших размеров, птиц можно отличить по наличию перьев на лапах, меньшим разрезом на хвосте, белыми кончиками перьев и бороздками на перьях надхвостья, а также по клюву, который у Aerodramus mearnsi имеет меньшие размеры и сильнее изогнут. Однако такую идентификацию возможно провести только на пойманной птице.
Позывки представляют собой продолжительные серии, включающие 10—20 звуковых сигналов. Ритмичные трёхсложные звуковые сигналы напоминают «wi-ch-chew». Нет информации о том, способен ли данный вид к эхолокации.

## Распространение
Данный вид является эндемиком Филиппин, он обитает на островах Лусон, Миндоро, Палаван, Панай, Негрос, Себу, Бохоль, Камигин, Минданао. Площадь ареала составляет 856 000 км².
Численность оценивается как стабильная, несмотря на то, что птицы встречаются нечасто: их можно встретить на горе Канлаон на острове Негрос и на горе Китанглэд на острове Минаданао, они крайне редки на территории парка Раджа-Сикатуна (Rajah Sikatuna) на острове Бохоль. Вместе с тем Международный союз охраны природы относит Aerodramus mearnsi к видам, находящимся под наименьшей угрозой.
Птицы в основном обитают у подножия гор. Высота над уровнем моря варьирует, птицы были отмечены на высоте 700 метров на острове Бохоль и на высоте 1600 метров на горе Алькон на острове Миндоро. Ведёт оседлый образ жизни.

## Питание
Представители данного вида питаются летающими насекомыми. Дополнительная информация отсутствует.

## Размножение
В мае 1952 года в пещере Миатан на острове Минданао были обнаружены гнёзда, которые первоначально учёные отнесли к Aerodramus vanikorensis amelis, но в последнее время относят к данному таксону. На острове Миндоро птицы также размножаются в мае.
Гнёзда расположены в каменных полостях пещеры и построены из мха, скреплённого затвердевшей слюной. Кладка содержит четыре яйца.
Птицы могут откладывать яйца на протяжении пяти лет.

## Систематика
Вид впервые был описан американским орнитологом Гарри Оберхользером в 1912 году на основе экземпляра, полученного в провинции Бенгет на острове Лусон. Изначально птицы рассматривались как подвид Collocalia fuciphaga mearnsi. Долгое время данный вид был включён в состав рода саланган Collocalia, название Collocalia mearnsi продолжает оставаться синонимичным. Ранее данный вид включали в составе группы Aerodramus vanikorensis, состоящей из Aerodramus vanikorensis, Aerodramus inquietus, Aerodramus pelewensis, Aerodramus bartschi и Aerodramus salangana. В настоящее время более близкой предполагается связь с Aerodramus infuscatus, Aerodramus hirundinaceus, Aerodramus terraereginae и Aerodramus spodiopygius. Некоторые учёные выделяют подвид Aerodramus mearnsi apoensis, обитающий в окрестностях вулкана Апо на острове Минданао, но эта классификация не является общепринятой.
В настоящее время Международный союз орнитологов относит Aerodramus mearnsi к роду Aerodramus семейства стрижиных.